# Mentone

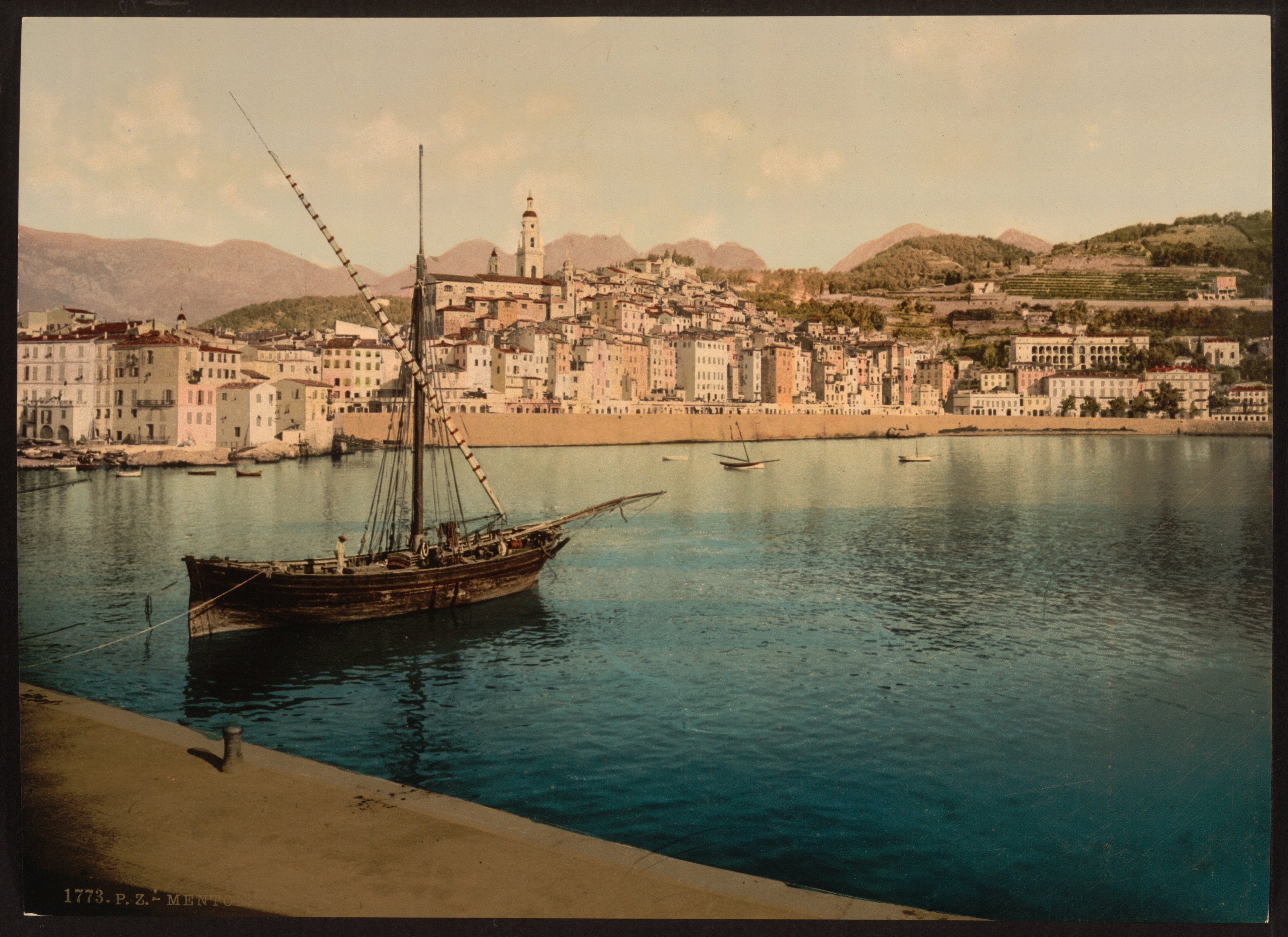
Il porto di Mentone tra il 1890 e il 1900

Mentone (in francese Menton, in mentonasco Mentàn, in ligure Menton o Mentón) è un comune francese di 29 361 abitanti, situato nel dipartimento delle Alpi Marittime, nella regione Provenza-Alpi-Costa Azzurra. Situata a ridosso della frontiera franco-italiana, è una celebre località turistica della Costa Azzurra.

## Geografia fisica

### Territorio
Mentone si affaccia su una baia del mar Ligure racchiusa da capo Mortola ad est e capo Martino ad ovest. Situata a ridosso della frontiera franco-italiana, sorge ad 11 km ad ovest dalla cittadina italiana di Ventimiglia. Il centro storico si sviluppa su un piccolo promontorio.
La località è soprannominata la "Perla della Francia" e tale appellativo è dovuto al geografo Élisée Reclus, che lo scrive nella sua Geografia universale.

### Clima
Mentone dispone d'un clima mediterraneo, con inverni miti e soleggiati ed estati calde e secche, con temperature che variano da 13 gradi in gennaio a 28 in agosto, con un microclima che la protegge dai venti freddi delle Alpi.

## Origini del nome
A dispetto di un'apparente semplicità delle origini del nome di Mentone, il toponimo della città non è per niente semplice, né tanto meno certo. Il nome della località è attestato sotto la forma di Mentonum nel 1262.
Albert Dauzat e Charles Rostaing esitano tra un nome di persona, dal latino Mento,-onis, preso così in assoluto, ed un tema pre-celtico men-t, equivalente a "roccia", seguito dal suffisso -onem, a formare Mentonem, ipotesi ambedue molto suggestive.
Con il termine "preceltico" men-t-, senza dubbio essi intendono il ligure, lingua mal conosciuta, ma che ha lasciato numerose tracce nella toponomastica della Provenza, fino alle Alpi, ed anche nella maniera di nominare gli abitanti quali mentonaschi, con il suffisso -asco, considerato come ligure dagli specialisti.
Ernesto Negro riprende invece la prima proposta e spiegazione di Dauzat e Rostaing che il toponimo derivi dal nome proprio romano di Mento-Mentonis. L'omonimia con Menthon, in Alta Savoia, senza forma antica, rafforza questa ipotesi, essendo i nomi o toponimi liguri in genere limitati e localizzati nella parte sudorientale della Francia, sino alle Alpi.
L'ipotesi che vuole Mentone derivi da Mons Othonis, cioè Monte di Ottone, basata sul nome dell'imperatore Ottone non si giustifica, poiché prima di tutto non vi è alcuna forma antica, per evocare questa possibilità, e poi perché Mons Othonis, o piuttosto la sua forma base latina, avrebbe portato a Montodon e non a Menton. Essa si rivela giusto un tentativo di spiegare fatti linguistici con eventi o fatti storici.
La città è chiamata in mentonasco [meⁿtaⁿ], che si scrive localmente come Mentan, ed in occitano come Menton, secondo la norma classica, o Mentan secondo la norma mistraliana. L'etnonimo o gentilizio, al singolare, è il mentonasco in italiano ed u mentunasc nella parlata di Mentone, secondo la norma mistraliana della lingua occitana. In italiano, il nome si scrive Mentone, da leggere [Men'tone], con la e finale, che dev'essere pronunciata, non essendo muta, o meglio semi-muta, come in francese. Mentona è una forma attestata in russo, presa a prestito dalla lingua italiana. Una chiesa ortodossa testimonia della presenza russa nella regione, a cavallo della fine del 1800 ed agli inizi del 1900.

## Storia

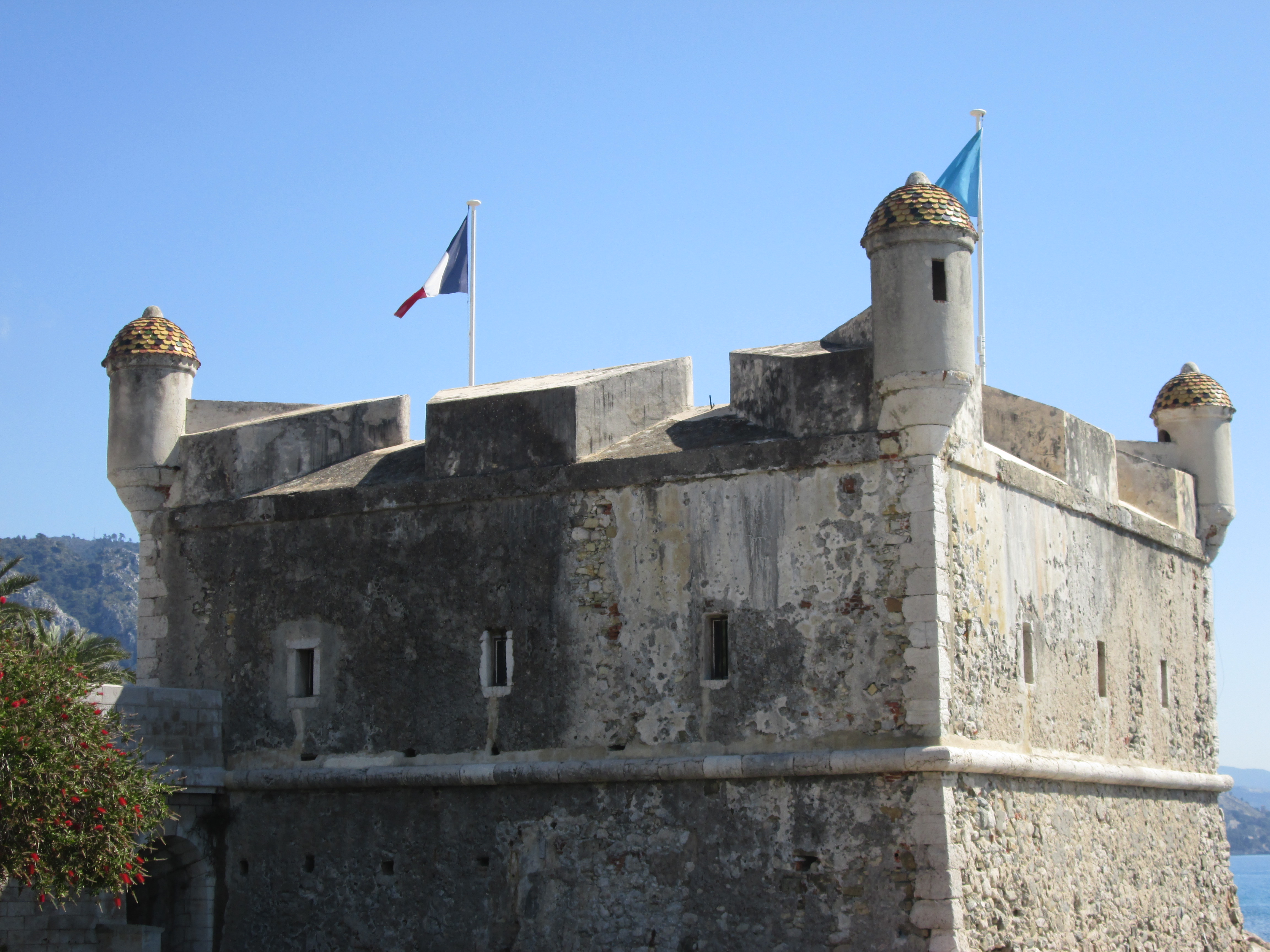
Il Bastione

Gli scavi dei Balzi Rossi di Grimaldi, alla frontiera italiana, testimoniano una presenza umana fin dal Paleolitico superiore. La Via Julia Augusta, strada romana che collegava Ventimiglia a Nizza e all'Italia settentrionale, doveva attraversare il territorio dell'attuale Mentone.
Il territorio di Nizza ha fatto da sempre parte della Liguria sotto l'Impero Romano, nel Regno longobardo e nel Regnum Italiae formatosi con Carlo Magno.
Mentone fu fondata da un signore ligure , verso il 1200, sul colle denominato in latino Podium Pinum, o Poggio del Pino, ed è infatti proprio sulla collina poi detta del Pepino, ad ovest della città attuale, che si raggruppava senza dubbio l'agglomerato primitivo, intorno al suo castello, costruito su impulso del conte di Ventimiglia.
La signoria di Pipino cadde con quella di Mentone, nel XIII secolo, in potere ai Vento, famiglia genovese che vi costruì un altro castello, dal quale ebbe origine la città attuale. La prima menzione storica della città reca la data del 21 luglio 1262 ed è contenuta nel trattato di pace tra Carlo d'Angiò ed i genovesi. La sua posizione geografica, presso il confine tra la Contea di Provenza e la Repubblica di Genova, che rivendicava allora Monaco come suo confine occidentale, ne comportava il suo relativo coinvolgimento.
Acquisita nel 1346 da Carlo Grimaldi di Monaco, Mentone, assieme alla vicina Roccabruna, rimase per cinque secoli sotto la signoria dei principi monegaschi con una particolare condizione giuridica. Essa, infatti, pur essendo amministrata dai Grimaldi, era stata infeudata nel XV secolo ai Savoia che, dopo essere entrati in possesso di Nizza nel 1388, miravano ad espandersi sul litorale per consolidare la loro presenza nella regione.
Nel 1792 fu conquistata dalle truppe francesi ed inclusa nel territorio del dipartimento delle Alpi Marittime, che includeva al tempo anche Monaco e Sanremo, nel distretto di Sanremo.
Con il congresso di Vienna Mentone fu reintegrata nel territorio del ricostituito Principato di Monaco, stato che però passò sotto il protettorato dei Savoia. Nel 1816 vennero poi riconfermati al re di Sardegna i diritti feudali su Mentone e Roccabruna, favorendo così la nascita nelle due località di un movimento filo-sabaudo. Quando nel 1848 il principe Florestano I di Monaco pretese di riscuotere una tassa sull'esportazione dei limoni, principale risorsa della città, sia Mentone che la vicina Roccabruna si proclamarono città libere dal Principato di Monaco. Il mentonasco Carlo Trenca assunse la presidenza del governo provvisorio, che domandò immediatamente la protezione del Regno di Sardegna. Così, sebbene l'annessione venisse rinviata per questioni diplomatiche, sia Mentone che Roccabruna vennero occupate dalle truppe piemontesi, venendo di fatto amministrate dai Savoia.
La bandiera adottata, sul modello delle repubbliche rivoluzionarie italiane, fu un tricolore verde-bianco-rosso con al centro un emblema costituito da due mani che si stringono, simbolo dell'unione tra le due città. Successivamente le due Città libere chiesero l'annessione al Regno di Sardegna, ma incontrarono difficoltà all'approvazione da parte del Parlamento subalpino, in particolare del Senato, che rinviò nel tempo la sua decisione, mentre la Camera diede il suo consenso. Nel 1861, in seguito agli Accordi di Plombières e soprattutto all'alleanza sardo-francese del 1859, le due città libere divennero francesi, un anno dopo l'unione della contea di Nizza alla Francia. Un plebiscito si tenne nel 1860, con cui Mentone si pronunciò massicciamente in favore dell'unione alla Francia, plebiscito che venne pilotato sia dai francesi, che dalla Casa reale italiana dei Savoia; esso segnò così la cessione definitiva, come da precedente accordo fra l'imperatore Napoleone III e il re Vittorio Emanuele II, delle due città alla Francia. L'imperatore francese versò inoltre la somma di quattro milioni di franchi in oro al principe Carlo III di Monaco come indennizzo per il pregiudizio territoriale causato al Principato dalla perdita delle due città rivierasche.
Nella seconda metà dell'Ottocento, grazie all'arrivo della ferrovia, Mentone si affermò come località turistica, in particolare per il soggiorno invernale grazie al clima particolarmente temperato. La cittadina iniziò rapidamente a crescere grazie alla costruzione di alberghi, pensioni e ville.
Durante la seconda guerra mondiale, in seguito all'armistizio del 24 giugno 1940, i due terzi del territorio del comune furono occupati militarmente dall'Italia fino all'8 settembre 1943, anni in cui ebbe luogo un tentativo di italianizzazione (toponomastica italiana, lezioni in italiano ecc.), alla quale parte dei mentonesi oppose resistenza, mandando i bimbi nelle vicine scuole di Roccabruna e Monaco.
Ai primi di settembre 1943 vi operava la 136ª Squadriglia del 64º Gruppo del 19º Stormo da Osservazione Aerea della Regia Aeronautica italiana nell'ambito dell'occupazione italiana della Francia meridionale. Dopo l'armistizio di Cassibile dell'8 settembre 1943, la città fu occupata dai tedeschi, che costruirono da Cerbère a Mentone il vallo Mediterraneo, una linea difensiva costruita a difesa della costa francese. L'occupazione nazista terminò il 6 settembre 1944, quando i tedeschi si ritirarono oltre la frontiera italiana. Due giorni dopo Mentone venne liberata dalle truppe alleate.

## Monumenti e luoghi d'interesse

### Architetture religiose

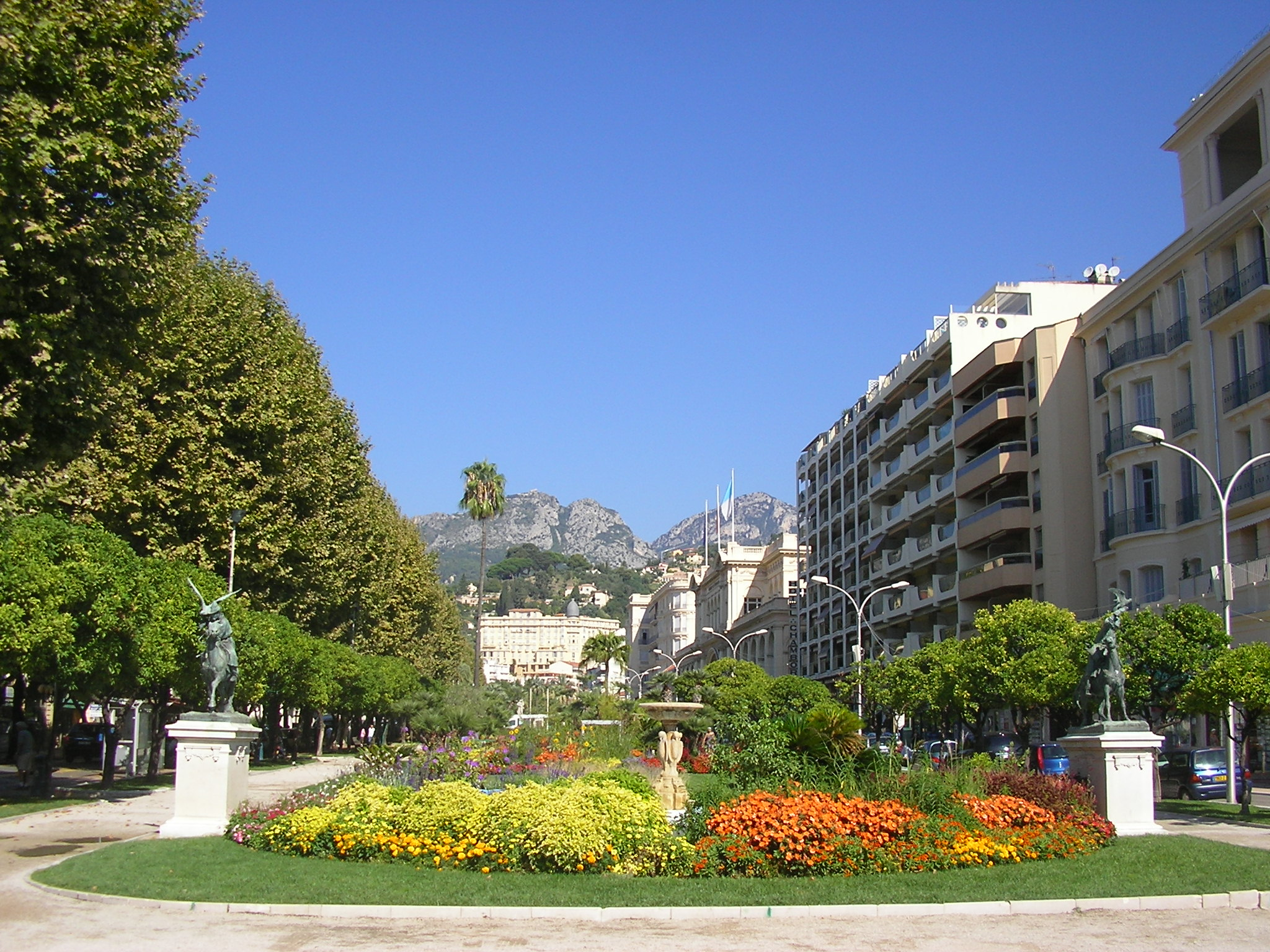
Avenue Boyer con i giardini Bioves

- Basilica di San Michele Arcangelo, costruita in stile barocco nella seconda metà del XVII secolo; domina la cittadina rivierasca ed il suo porto
- Chiesa du Sacré Cœur in avenue Édouard-VII, inaugurata nel 1913 su progetto dell'architetto danese Hans-Georg Tersling (1857-1920), completata da Felix Vérola (1879-1949) nel 1920

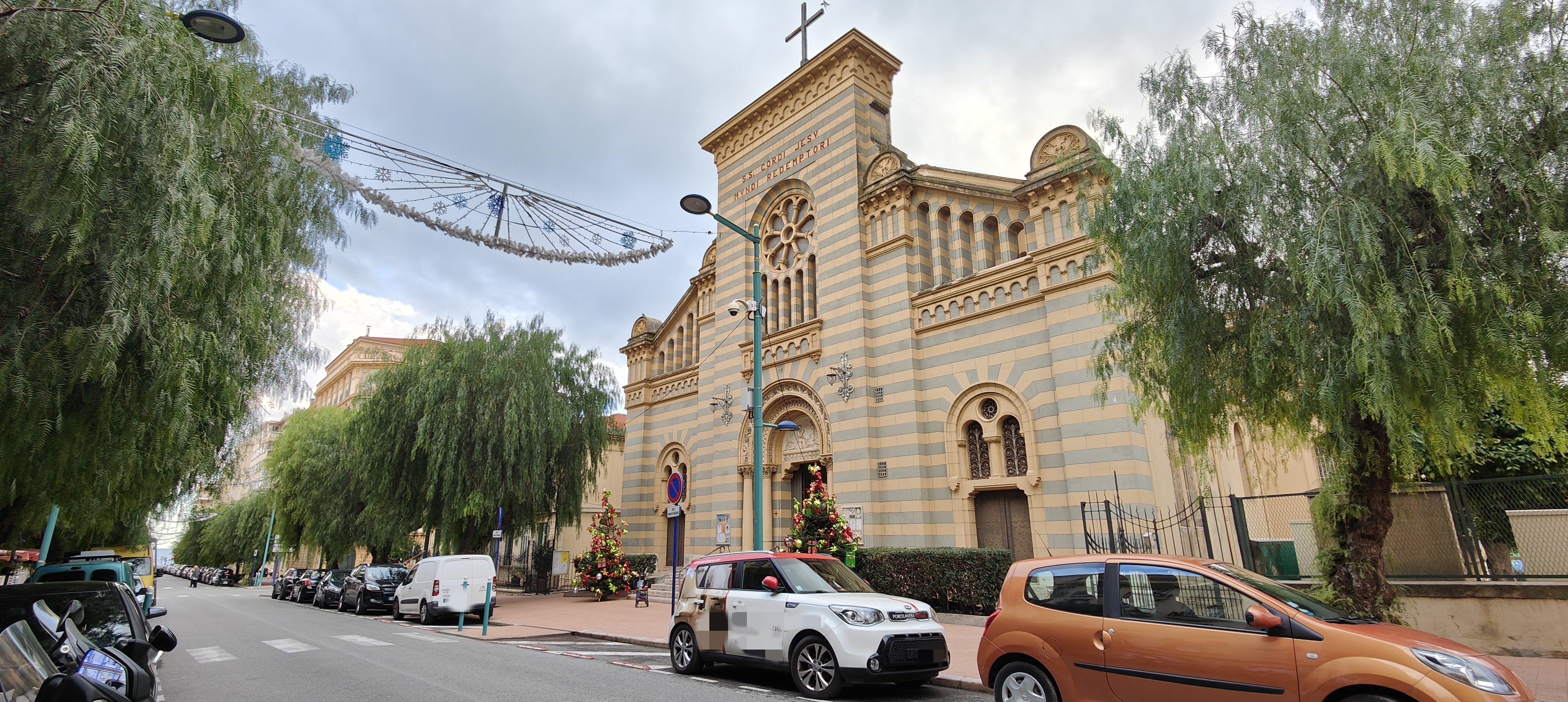
La chiesa du Sacré Cœur

- Cappella dell'Immacolata Concezione, barocca, costruita accanto alla basilica di San Michele
- Cappella della Misericordia o dei Penitenti Neri
- Cappella di San Giacomo
- Monastero dell'Annunziata
- Chiesa russa Eglise de Notre-Dame "Joie des affligés" et Saint-Nicolas le Thaumaturge, (Icona Beata Vergine Maria "Gioia di tutti coloro che soffrono" e San Nicola Taumaturgo; in russo: Це́рковь ико́ны Пресвято́й Богоро́дицы «Все́х скорбя́щих Ра́дость» и Никола́я Чудотво́рца), in rue Morillod, consacrata nel 1892, progetto di Hans-Georg Tersling, costruita su iniziativa di Anastasia Nicholaievna Stana Romanov (1868-1935), nipote di Nicola I e zia di Nicola II

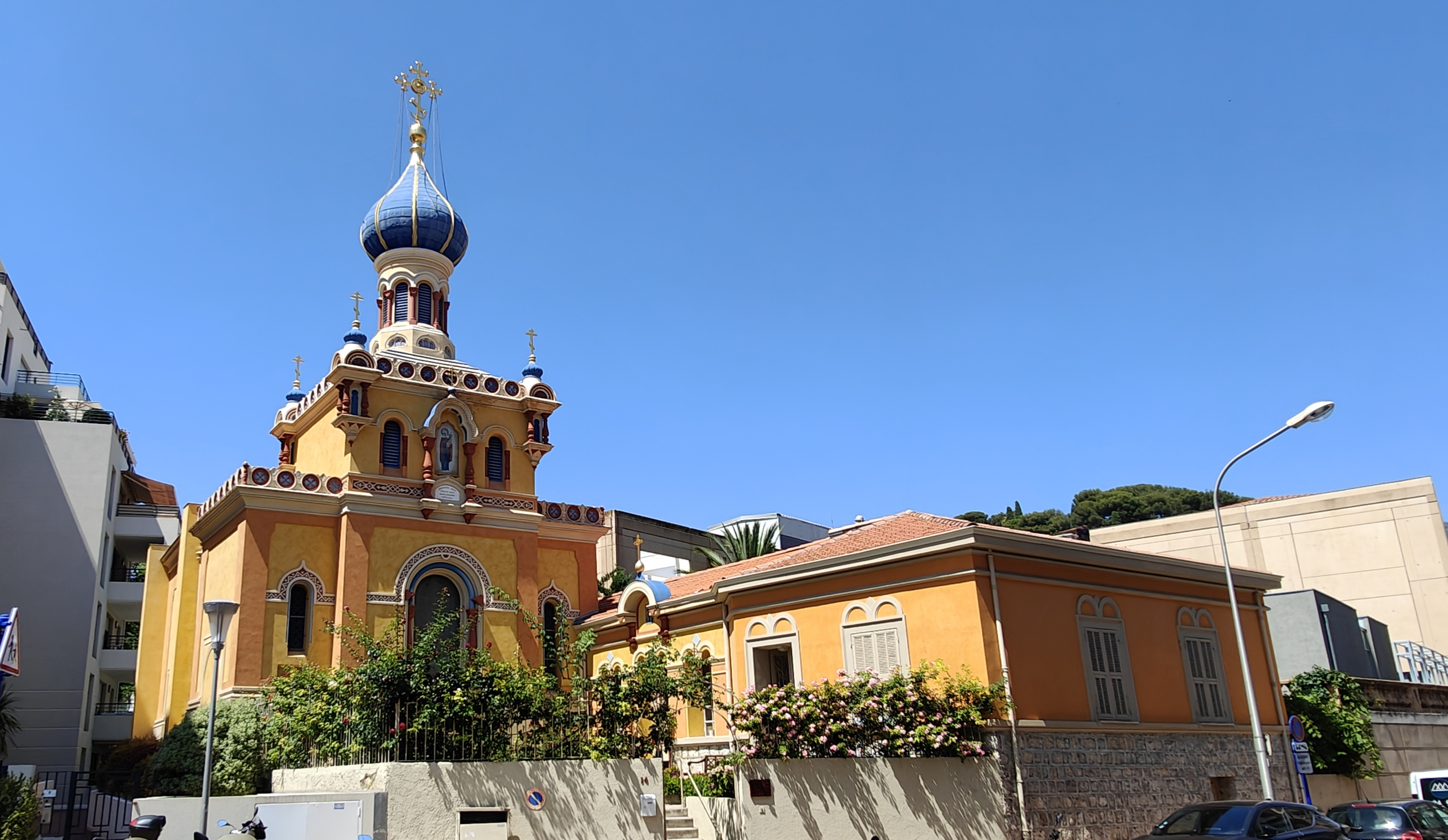
La chiesa ortodossa in rue Paul Morillod

### Architetture civili
- Municipio, la cui "Sala dei matrimoni" è stata affrescata da Jean Cocteau

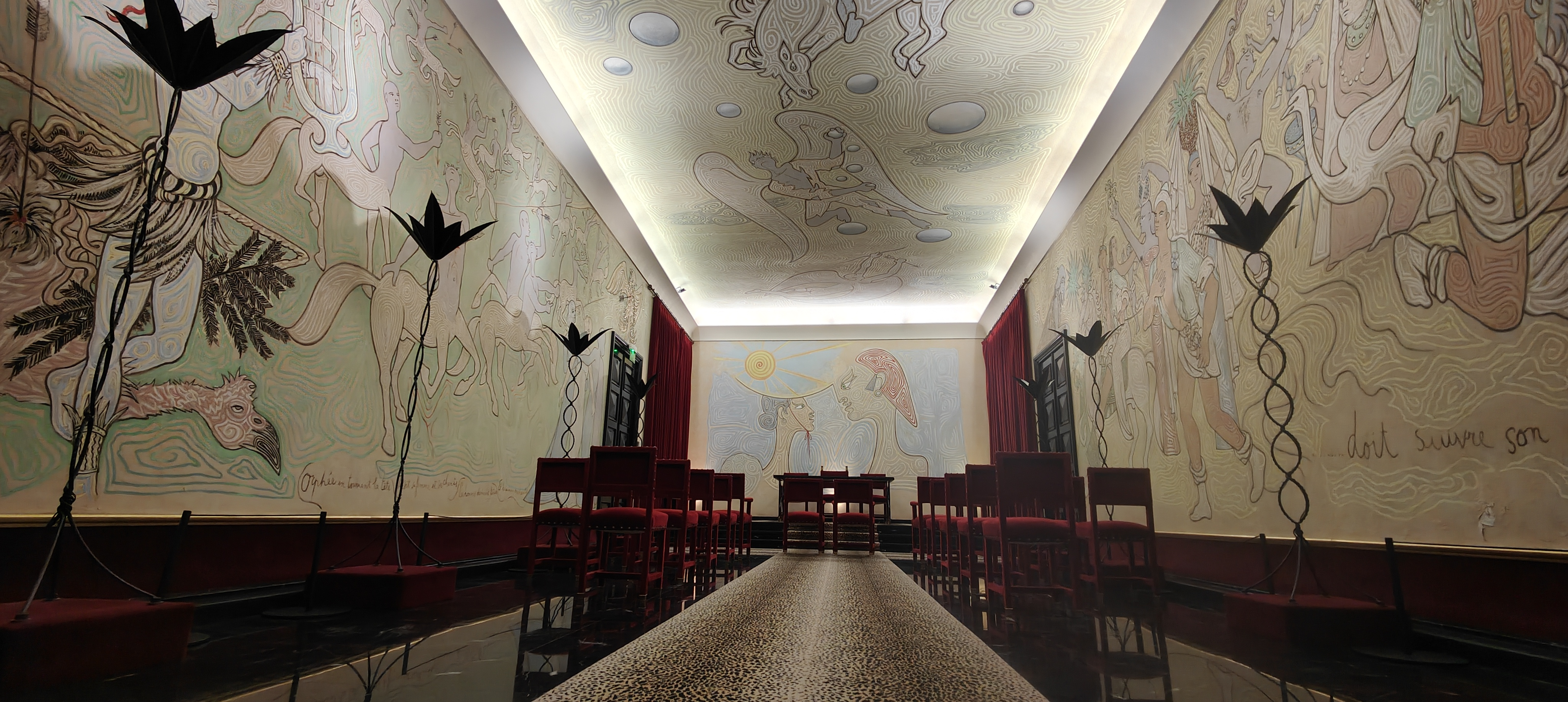
Vista d'ingresso della sala dei matrimoni dipinta da Jean Cocteau nel 1957 e terminata l'anno successivo

- Palazzo Carnoles, costruito nella prima metà del XVIII secolo da Antonio I di Monaco; divenne la residenza estiva dei principi di Monaco
- L'elegante Avenue Boyer, con i giardini Bioves

### Architetture militari
- Bastione, costruito tra il 1636 ed il 1639 per volere del principe Onorato II di Monaco; ospita al suo interno una sezione del Museo Jean Cocteau

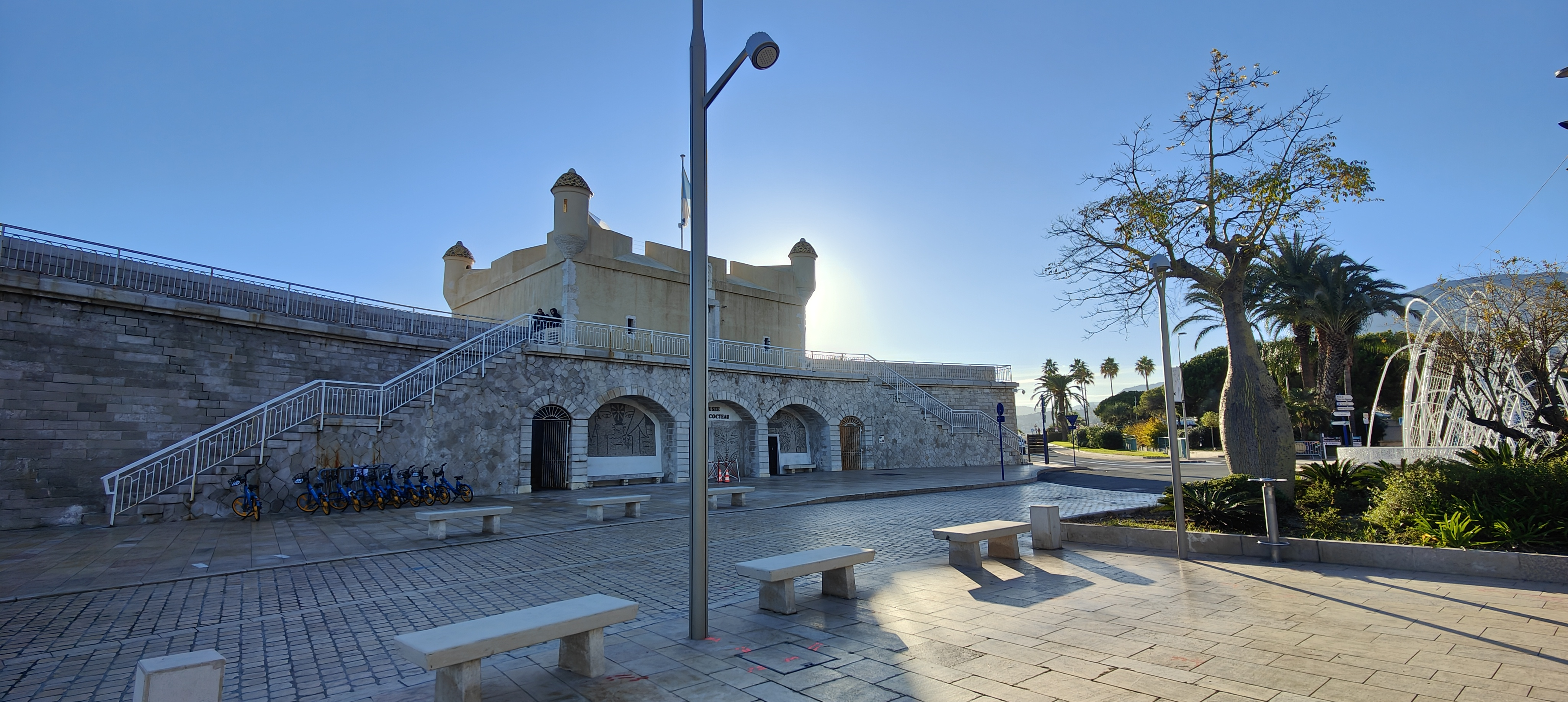
Il Bastione: contiene le opere di Cocteau dal 1950 al 1963

## Società

### Evoluzione demografica
Abitanti censiti

### Lingue e dialetti
Gli abitanti di Mentone si chiamano da sempre mentonaschi (il termine mentonesi, di stampo francese, è recente), gentilizio formato col suffisso di tradizione ligure "-ask". Essi si esprimevano comunemente in una varietà di ligure strettamente imparentata a quella parlata nel Principato di Monaco, il monegasco, con numerose influenze del dialetto nizzardo-occitano.
La lingua mentonasca, come veniva impropriamente chiamata, ha negli ultimi decenni ceduto sempre più il posto al francese standard ed attualmente viene utilizzata da un'esigua minoranza della popolazione. Ancor oggi tuttavia la cittadina viene considerata capitale culturale della Terra Mentonasca (Païs Mentounasc). Va segnalato infine, che, per ragioni di indole storica, culturale, turistica e di vicinanza geografica, l'italiano è ampiamente compreso da gran parte della popolazione.

## Cultura

### Istruzione

#### Musei
- Museo Jean Cocteau, aperto nel 1966 all'interno del bastione seicentesco, ospita le opere del celebre artista francese Jean Cocteau. Nel 2005 alla collezione originale sono stati aggiunti i pezzi della consistente donazione Wunderman, ospitata dal 2011 in un apposito museo costruito a poca distanza dal bastione.
- Museo di Preistoria Regionale
- Museo di Belle Arti, ospitato nel Palazzo Carnols.

## Infrastrutture e trasporti

### Strade
La principale via d'accesso alla città è l'autostrada A8 che unisce Aix-en-Provence con la frontiera italiana, dove continua come A10. L'abitato mentonasco è attraversato da ovest ad est dalla RN 7 che da Parigi giunge sino al confine con l'Italia dove prosegue come SS1.

### Ferrovie
Mentone è servita da due stazioni ferroviarie lungo la linea Marsiglia-Ventimiglia: la principale, Mentone e la periferica Mentone-Garavan, a Garavano.

## Amministrazione

### Gemellaggi
Mentone è gemellata con:
- Baden-Baden, dal 1962
- Montreux, dal 1953
- Nauplia, dal 1966
- Noordwijk, dal 1953
- Soči, dal 1966
- Valencia, dal 1982